# Montfred (l'Estany)
Montfred fou una masia del terme municipal de l'Estany, al Moianès, actualment està en estat ruïnós.
Estava situada en el sector nord-occidental del terme, prop del límit amb el terme de Santa Maria d'Oló, a un quilòmetre i mig a ponent del poble de l'Estany. És en el vessant sud-oriental de la Serra de l'Estany, a migdia de l'extrem de ponent del Serrat dels Lliris, a la dreta del torrent del Gomis. El seu origen es remunta al segle XIV o XVII. L'efifici feia uns 206 metres quadrats però només se'n conserven els murs perimetrals. Un adossat manté part del cobert i encara avui dia és utilitzat com a corral.